# Уцерат
Уцерат (њем. Utzerath) општина је у њемачкој савезној држави Рајна-Палатинат. Једно је од 109 општинских средишта округа Вулканајфел. Према процјени из 2010. у општини је живјело 181 становника. Посједује регионалну шифру (AGS) 7233077.

## Географски и демографски подаци
Уцерат се налази у савезној држави Рајна-Палатинат у округу Вулканајфел. Општина се налази на надморској висини од 425 метара. Површина општине износи 5,7 km². У самом мјесту је, према процјени из 2010. године, живјело 181 становника. Просјечна густина становништва износи 32 становника/km².

## Међународна сарадња
| Мјесто      | Држава     | Врста сарадње | Од    |
| ----------- | ---------- | ------------- | ----- |
| Мислаковице | Пољска     | контакт       | 1995. |
| Јунглинстер | Луксембург | партнерство   | 1987. |
| Извор       |            |               |       |